# 沃洛德米里夫卡 (海尼切斯克區)
46°22′16″N 34°43′28″E / 46.37111°N 34.72444°E
沃洛德米里夫卡（烏克蘭語：Володимирівка）是位於烏克蘭南部的村莊，由赫爾松州海尼切斯克區的海尼切斯克市镇負責管轄。該村始建於1925年，面積6.1平方公里，海拔高度25米，2001年人口71，人口密度每平方公里11.6人。